# Jacó
Jacó är en mindre stad på Costa Ricas västkust och ett av de ställen som lockar flest turister i landet. Jacó är känt för sin fina surfning året runt. Staden har utvecklats mycket snabbt under 2000-talet och ett flertal hotell och lägenhetskomplex har byggts på kort tid. Och fler är på väg. Även om det regnar mycket i Jacó är klimatet behagligt varmt året runt men lockar särskilt mycket turister kring jul och nyår, inte minst amerikanska turister.